# 池袋演芸場
池袋演芸場（いけぶくろえんげいじょう）は、東京都豊島区・池袋駅前・西一番街中央通り入口にある寄席である。都内に4軒ある落語定席の一つで、落語を中心に、漫才、奇術などの色物芸が多数執り行われている。城北興業株式会社の経営である。
池袋は戦後遅くに発展した歴史の浅い新興の商業地であったため、客足が悪かった時代があり、落語協会の落語家が、「人が誰も居ないさま」「客が全く入らないさま」を「まるで池袋の芸協のようだ」と形容することがある。当寄席は地下室であり、あたかも客数人に対して密談をするような形になることから「池袋秘密倶楽部」という異名がある。当寄席の裏手には池袋歓楽街が広がっている。

## 歴史

### 旧池袋演芸場
1951年（昭和26年）に開場。もともとは映画館『池袋ピース座』の三階にあり、全席畳席であった。都内4軒の落語定席の中では唯一、戦後に開場した劇場である。当初は瓦屋根の二階家だったが1956年（昭和31年）1月6日に火事で焼失。建て替え後、区画整理のため1961年（昭和34年）に鉄筋ビルに建て替えた。
客が全く入らず、1966年（昭和41年）～1967年（昭和42年）頃から平日の昼席を中止していた。1970年（昭和45年）に席亭は閉鎖を検討するも、落語協会・6代目三遊亭圓生会長の説得により存続が決まり、以降は落語協会専門の定席となった。また、この頃平日昼席を復活させる。なお、席亭が経営していた一階の『池袋ピース座』は松竹第一興行の経営に移り、『池袋松竹名画座』と改称している。
1990年（平成2年）2月28日、改装のため閉鎖。周辺の再開発のため建物は解体された。

### 現在

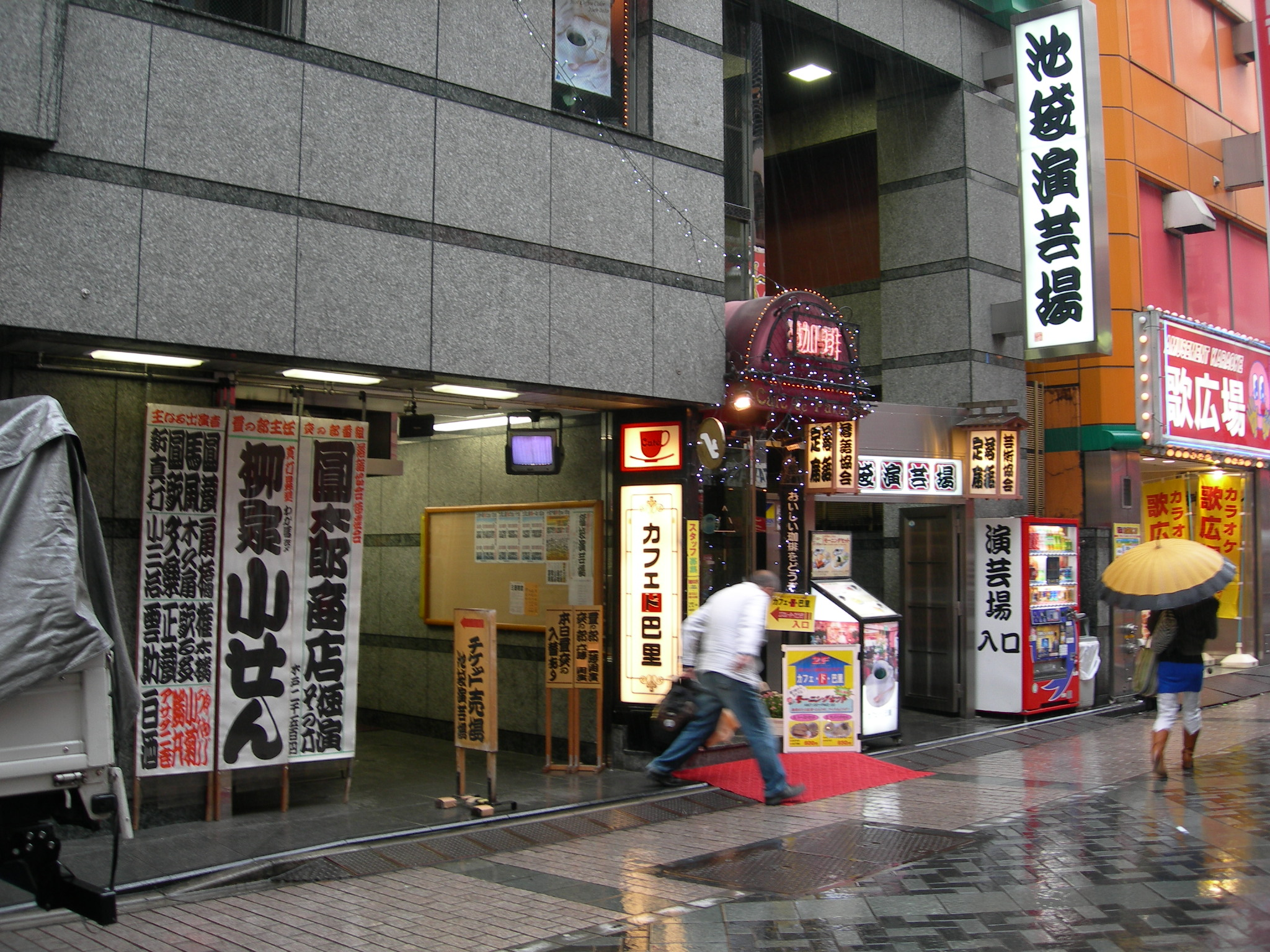
池袋演芸場（～2020年4月まで、チケット売り場が奥まったところにある）

10階建てのテナントビルの地下に、1993年（平成5年）9月11日再開場。以前と所在地は同じながら入口の通りが異なり、路地裏（現在のエビス通り）から駅前（西一番街中央通り）に進出した。現在はビルの地下に位置する。地下に位置する定席としては当席が唯一である。再開場を機に、全席椅子席となった。
再開時の1993年9月中席からしばらくは落語協会のみの出演であったが、同年12月中席から落語芸術協会も出演。旧来のように落語芸術協会・落語協会両方の番組が組まれるようになった。毎年正月初席は落語芸術協会の出演となっている。
座席数は93席であり、他の都内3件の落語寄席に比べ狭い。どこに座っても演者の息遣いが分かる。また、定席以外でも下席夜の部に独特の企画を興行する（後述）。

### 新型コロナウイルス感染症流行に伴う対応
2020年(令和2年)、新型コロナウイルス感染症拡大に伴い、政府により発出された緊急事態宣言とそれに伴う営業自粛要請を受け、3月28・29日、4月4日～6月30日は休席（休業)となった。7月1日から感染防止の対策を講じ、定員を限定した上で興行を再開している。
2021年（令和3年）1月7日に政府により一都三県へ発出された新型コロナウイルス感染症拡大に伴う緊急事態宣言を受け、翌日からは客席数を50%に再度制限の上、第三部の出演者の一人当たりの出演時間を短縮することで第三部の終演時間を20:30から20:00に繰り上げて公演を継続していたが、同月20日に落語協会の関係者に複数人の新型コロナウイルス陽性者が確認されたことを受けて、正月二之席千秋楽の20日および21日以降の一月下席を休席（休業）とした。
4月25日に発出された3回目の緊急事態宣言に対し、引き続き感染防止策を続けた上の営業を決めていたが、都の要請を受け5月1日から11日まで休業。
5月21日、前日の20日（ただし20日は体調不良のため休演）までの中席でトリを務めていた五街道雲助がコロナウイルス陽性であったことが判明。21日は一日休館して館内消毒を行い、下席は22日からの開催となった。

## 番組
毎月10日ごとに出演者・演目が入れ替えられている。
- 上席（かみせき）1日～10日
- 中席（なかせき）11日～20日
- 下席（しもせき）21日～30日

出演者は以下のとおり。
- 奇数月上席（かみせき）1日～10日 - 落語芸術協会
- 奇数月中席（なかせき）11日～20日 - 落語協会
- 奇数月下席（しもせき）21日～30日 - 落語協会 昼席は通常興行、夜席は日替わり特別企画興行
- 偶数月上席（かみせき）1日～10日 - 落語協会
- 偶数月中席（なかせき）11日～20日 - 落語芸術協会
- 偶数月下席（しもせき）21日～30日 - 落語協会 昼席は通常興行、夜席は日替わり特別企画興行

同じ協会がまる一日を担当するが、昼の部と夜の部では出演者が異なる。なお、これは東京の寄席では通例である。
落語芸術協会のみ、10日間を5日ずつに分けて別の番組を編成する（いわゆる5日興行制）。
正月の初席は落語芸術協会、二之席は落語協会がそれぞれ担当する。
- 初席は三部制で入れ替えは行わない。令和六年（2024年）の主任（トリ）は第一部：三代目三遊亭遊三、第二部：三遊亭小遊三、第三部：三笑亭茶楽である。
- 二之席は昼・夜二部制で入れ替えは行わない。令和六年（2024年）の主任（トリ）は昼の部：九代目林家正蔵、夜の部：三代目柳家権太楼である。

上席、中席は昼夜入れ替え制はとっていないため、通しで見ることが可能である。
- 上席・中席
- 昼の部　12：30～16：30
- 夜の部　17：00～20：30

なお、下席のみ毎月常に落語協会の芝居となり、昼席は通常興行、夜席は日替わり特別企画興行「落語協会特選会」を行う。下席のみ昼夜入れ替えがある。
- 下席
- 昼の部　14：00～17：30
- 夜の部　18：00～21：00

祝日のみ午前10時開演、当日券のみで落語協会の二ツ目が企画・出演の落語会「福袋演芸場」が開催されている。第1回は2001年2月12日、出演は柳家三太楼・横目家助平・古今亭菊若・入船亭扇辰（芸名は当時）。旧池袋演芸場で開催されていた深夜寄席の代わりとして、当時の二ツ目有志によりスタートした。

## 主な出演者
落語協会、落語芸術協会両協会所属の落語家・芸人が上述の通りに出演する。基本的には通常の番組を組むが、冒険的な企画が行われることがある。2008年7月下席昼の部にはオリンピック金メダリストの森末慎二が落語家として出演して10日間の興行を務めた。

## 池袋演芸場で初高座を踏んだ落語家
- 二代目金原亭馬の助
- 林家正雀
- 古今亭志ん輔
- 古今亭志ん彌
- 古今亭菊春
- 四代目柳亭市馬
- 林家たい平
- 三代目古今亭圓菊
- 林家彦いち
- 三遊亭天どん

## 座席・ロビー
93席。全席自由席（特別興行除く）。客席はすべて椅子席であり座席には飲み物などを置く組み立て式のテーブルが付属している。
近年になって固定席の端に追加する形でパイプ椅子が置かれるようになったため、実際には上記よりも20席ほど席数は多い。それでも、定席の中では最も少ない席数のため、人気のある落語家が出演するときには大変混雑する。その場合は座席の最後方や両端の通路で立ち見をすることになる。
2019年1月にロビーが改装され、更衣室と喫煙所が設置された。2020年7月、1Fのチケット売り場が改装された。

## 定紋
扇に桃だが、再開場後は使用されていない。

## エピソード
- 10代目桂文治は落語芸術協会会長職にあるにもかかわらず、当寄席を名指しして「こんな寄席は、昔でいえば、“端席”って言ったもので…」などと差別的な言を平気で吐いていた。もちろん当寄席はれっきとした定席のひとつである。しかしステータスは最も低く、定席の中で真打などの披露興行が回るのが最後で、入場料が一番安く、収容人員数が最も少ない。その一方、演者一人当たりの持ち時間は他の寄席に比べて長めで、噺家にとっては新しい演目や他の寄席でできないような演目を試す絶好の場となっている。

- 7代目立川談志が落語協会にいたころ[13]、談志持ち前の義侠心を発揮して、しばしば当席に主任として出演し、たった一人の力で客を満員にした。
- 旧演芸場末期には、トーンの高い呼び声が特徴的な「松本のおばちゃん（松本みつ子）」という名物お茶子（場内係員）がいて、客にお茶やお菓子を出していた[14]。1977年（昭和52年）、落語協会より観客増員に寄与したとして表彰を受けている[7]。改装後の新演芸場にも一時期勤務したが[15]高齢のため退職後、1996年（平成8年）に第一回林家彦六賞特別賞を受賞した。
- のちに6代目神田伯山夫人となった古舘理沙（現・冬夏株式会社代表取締役社長）が、一時期池袋演芸場で従業員として働いていた時期がある[16]。

## アクセス
- 東京メトロ副都心線・丸ノ内線／東武東上線　池袋駅12番出口またはC10出口（副都心線）より徒歩1分
- JR池袋駅北口より徒歩1分

西武池袋線、東京メトロ有楽町線の池袋駅からはやや離れている。